# Crunchyroll
Crunchyroll – amerykańska strona internetowa zajmująca się legalnym strumieniowaniem anime oraz azjatyckich dram. Została założona w 2006 roku. Większość dostępnych na stronie materiałów ma oryginalną japońską ścieżkę dźwiękową oraz obcojęzyczne napisy. Materiały dostępne na Crunchyroll można oglądać w jakości do 1080p. W 2013 roku serwis rozpoczął strumieniowanie wybranych tytułów mang, a w 2015 roku nagrania koncertów wirtualnej piosenkarki Hatsune Miku.

## Historia
Początkowo strona działała łamiąc prawa autorskie, jednakże po nawiązaniu w 2009 roku współpracy z TV Tokyo usunęła wszystkie nielicencjonowane materiały. Od tego czasu strona sukcesywnie co sezon powiększa katalog legalnie dostępnych tytułów. W grudniu 2013 strona pozyskała nowego inwestora: The Chernin Group. Transakcja nie spowodowała zmiany zarządu strony i jest szacowana na około 100 mln $. W sierpniu 2018 roku The Chernin Group została kupiona przez Otter Media (WarnerMedia).

## Crunchyroll Anime Awards
Crunchyroll Anime Awards to nagrody przyznawane corocznie przez serwis Crunchyroll w celu wyróżnienia najlepszego anime z poprzedniego roku. Ogłoszone w grudniu 2016 r., nagrody zostały po raz pierwszy wręczone w styczniu 2017 r.

## Wersje językowe
Obecnie Crunchyroll dostępne jest w następujących wersjach językowych: angielskiej, hiszpańskiej, portugalskiej, niemieckiej, włoskiej, francuskiej, rosyjskiej, arabskiej, japońskiej.
Napisy dostępne są w zależności od serii: angielskie (dostępne zawsze), hiszpańskie w wersji europejskiej oraz latynoamerykańskiej, portugalskie w wersji europejskiej oraz latynoamerykańskiej, francuskie, włoskie, niemieckie, arabskie, rosyjskie.

## Konto Premium
Crunchyroll pozwala na wykupienie konta premium między innymi dającego wcześniejszy dostęp do odcinków, tj. w większości przypadków, zaraz po ich wyemitowaniu w Japonii oraz możliwość oglądania w wysokiej rozdzielczości.
Osoby nie posiadające konta premium bądź nie posiadające konta mogą obejrzeć większość programów tydzień po emisji dla użytkowników premium w jakości SD przy czym wideo przerywane jest blokami reklamowymi.

## Dostępność
Serwis dostępny jest przez stronę internetową, a także poprzez dedykowane aplikacje dostępne między innymi na system Android, iPhone, Xbox 360, PlayStation 3, PlayStation 4, Xbox One i inne.

## Crunchyroll w Polsce
W kwietniu 2019 r. podczas prelekcji odbywającej się w ramach Pyrkonu, ówczesna zarządzająca lokalnymi zespołami marketingowymi z ramienia Crunchyroll Rachel Levak, wyjawiła, iż serwis Crunchyroll oficjalnie pojawi się w Polsce. Oficjalny termin premiery nie został wyjawiony.
We wrześniu tego samego roku przedstawiciele serwisu poinformowali, iż do serwisu została wprowadzona płatność w złotówkach.

## Niektóre tytuły dostępne na terenie Polski
Jesienią 2013 roku serwis pozyskał 19 tytułów na teren Polski, co stanowiło około 2/3 wszystkich pozyskanych tytułów na cały świat. Wiosną 2016 roku liczba ta wynosi 28 seriali. Wliczając do tego całe archiwum strona udostępnia na teren Polski (nie uwzględniając podziału na sezony) 274 anime. Do lutego 2020 roku liczba ta wzrosła do 555 produkcji.
- 11eyes
- Alice to Zoroku
- Arpeggio of Blue Steel
- Ascendance of a Bookworm
- Berserk
- Black Clover
- Bocchi the Rock!
- Boruto: Naruto Next Generations
- Ace Attorney
- Chainsaw Man
- Dandadan
- Digimon Adventure tri
- Demi-chan wa Kataritai
- Demon Slayer: Kimetsu no Yaiba
- Dr. Stone
- Dragon Ball Super
- Eve no Jikan
- Eyeshield 21
- Fairy Tail
- Fate/kaleid liner Prisma Illya
- Flying Witch
- Frieren. U kresu drogi
- Gabriel DropOut
- Gundam 00
- G Gundam
- Gundam Build Fighters / Gundam Build Fighters Try
- Gundam Seed
- Mobile Suit Gundam: Iron-Blooded Orphans
- Gundam Unicorn Re:0096
- Gundam Wing
- Gate: Jieitai Kanochi nite, Kaku Tatakaeri
- Gatchaman Crowds
- Gintama
- Golden Time
- Great Teacher Onizuka
- Grisaia no Kajitsu
- Hayate no Gotoku!
- Hitsugi no Chaika
- Ichiban Ushiro no Dai Maou
- Jujutsu Kaisen
- Kami nomi zo Shiru Sekai
- KanColle
- Kidō Senshi Gundam Unicorn RE:0096
- Kidō Senshi Gundam: Tekketsu no Orphans
- Kill la Kill
- Kiznaiver
- Kobayashi-san chi no Maid Dragon
- KonoSuba (Kono subarashii sekai ni shukufuku wo!)
- Little Busters!
- Love Live! School Idol Project
- Oblubienica czarnoksiężnika
- Masamune-kun no Revenge
- Monster Girl Doctor
- Monster Musume
- Myself; Yourself
- Naruto Shippuuden
- NARUTO Spin-Off: Rock Lee & His Ninja Pals
- Okusama ga Seitokaichou!
- Orange,
- Ore monogatari!!
- Parasyte
- Prison School
- Punch Line
- Re: Zero – Życie w innym świecie od zera
- ReLIFE
- RWBY
- Saenai Heroine no Sodatekata (Saekano)
- Saki
- School Days
- Shinryaku! Ika Musume
- Kulinarne pojedynki
- Sket Dance
- Skip Beat!
- Solo Leveling
- SoniAni: Super Sonico The Animation
- Spy × Family
- Sword Art Online
- Tegami Bachi
- Terra Formars: Revenge
- Tonari no Seki-kun
- Trinity Seven
- Tsugumomo
- Tsuki ga Kirei
- World Trigger
- Ushio and Tora
- Yamada-kun to 7-nin no Majo
- Yu-Gi-Oh!
- Yuri!!! On ICE
- YuruYuri